# C. Northcote Parkinson
Cyril Northcote Parkinson (Barnard Castle, 1909. július 30. – Canterbury, 1993. március 9.) brit haditengerészet-történész, mintegy 60 könyv szerzője, amelyek közül a leghíresebb a Parkinson törvénye (1957), amelyben Parkinson kifejtette törvényét, kijelentve, hogy „egy munka mindig annyira terjed ki, hogy kitöltse az elvégzésére felhasználható időt”, ez a felismerés vezetett ahhoz, hogy a közigazgatás és menedzsment fontos tudósaként tekintsenek rá.

## Előélete és tanulmányai
William Edward Parkinson (1871–1927), a North East County School művészeti mestere, 1913-tól a York School of Arts and Crafts igazgatója, valamint felesége, Rose Emily Mary Curnow (született 1877) legfiatalabb fia a St. Peter's Schoolban, Yorkban, 1929-ben ösztöndíjat nyert a cambridge-i Emmanuel College történelmének tanulmányozására. 1932-ben szerzett BA fokozatot. Egyetemistaként Parkinson érdeklődését felkeltette a haditengerészet története, amikor a Pellew család hozzáférést biztosított számára a családi papírokhoz a nemrégiben alapított Nemzeti Tengerészeti Múzeumban (National Maritime Museum). Az újságok képezték az alapját első könyvének, Edward Pellew, Exmouth vikomtjáról. 1934-ben, a londoni King's College végzős hallgatójaként PhD disszertációját a keleti tengerek kereskedelme és háborúja, 1803–1810 témakörben írta, amelyet 1935-ben a haditengerészet-történeti Julian Corbett-díjjal tüntettek ki.

## Tudományos és katonai karrier
Parkinsont 1934-ben végzős hallgatóként a 22. londoni ezred (The Queen's) Területi Hadseregébe rendelték be, ugyanabban az évben hadnaggyá léptették elő, és 1935-ben V. György király jubileumán egy gyalogsági századot irányított. Ugyanebben az évben a cambridge-i Emmanuel College tudományos munkatársává választotta. Cambridge-ben a Cambridge-i Egyetem Tisztiképző Hadtestének gyalogsági egységét irányította. 1937-ben kapitánnyá léptették elő.
1938-ban a devoni tivertoni Blundell's School történelmi mestere lett, majd oktató a dartmouthi Royal Naval College-ban 1939-ben. 1940-ben csatlakozott a Queen's Royal Regimenthez, és számos személyzeti és katonai tanári pozíciót vállalt Nagy-Britanniában. 1943-ban feleségül vette Ethelwyn Edith Graves-t (született 1915), a Middlesex Kórház ápolónőjét, akitől két gyermeke született.
1945-ben őrnagyként szerelték le, 1946 és 1949 között a Liverpooli Egyetem történelem oktatója volt. 1950-ben Raffles történelemprofesszorává nevezték ki a szingapúri új Malaya Egyetemen. Ott tartózkodása alatt fontos történelmi monográfiák sorozatát kezdeményezte Malaya történetéről, az elsőt 1960-ban adta ki. Az 1950-es évek közepén alakult ki egy mozgalom, amely két kampuszt alapított, egyet Kuala Lumpurban és egyet Szingapúrban. Parkinson megpróbálta meggyőzni a hatóságokat, hogy az egyetemet ne osszák ketté, hanem tartsák meg Johor Bahruban, hogy mind Szingapúrt, mind Malajziát az szolgálja. Erőfeszítései nem jártak sikerrel, és a két kampuszt 1959-ben hozták létre. A szingapúri kampusz később a Szingapúri Egyetem lett.
Parkinson 1952-ben elvált, és feleségül vette Ann Fry írót és újságírót (1921–1983), akitől két fia és egy lánya született. 1958-ban, még Szingapúrban kiadta leghíresebb művét, a Parkinson-törvényt, amely 1955 novemberében az Economist magazinban közölt humoros cikkén alapult, amely a kormányzati bürokráciát gúnyolta. Az Egyesült Államokban, majd Nagy-Britanniában megjelent 120 oldalas, rövid tanulmányokból álló könyvet Osbert Lancaster illusztrálta és azonnali bestseller lett. Megmagyarázta a bürokratikus terjeszkedés elkerülhetetlenségét, azzal érvelve, hogy „a munka úgy bővül, hogy kitöltse a befejezésére rendelkezésre álló időt”. Szatírájára és cinikus humorára jellemzően szól a Parkinson-kór trivialitás törvényéről (vita az atomerőmű, a kerékpártároló és a frissítők költségeiről), egy megjegyzés, hogy miért kell az út bal oldalán közlekedni, és azt sugallta, hogy a Királyi Haditengerészetnek végül több tengernagya lesz, mint hajója. Miután 1958-ban vendégprofesszorként szolgált a Harvard Egyetemen, 1959–60-ban az Illinoisi Egyetemen és a Kaliforniai Egyetemen, Berkeleyben, lemondott szingapúri posztjáról, hogy független író legyen.
Hogy elkerülje a nagy-britanniai adókat, a Csatorna-szigetekre költözött, és a guernsey-i St Martin-ban telepedett le, ahol megvásárolta a Les Caches Hallt. Guernseyben nagyon aktív tagja volt a közösségnek, és még a sziget feudális öröksége mellett is elkötelezett volt. Még a Chevauche de Saint Michel (Cavalcade)  történelmi újrajátszását is finanszírozta a Seigneurs Court által, és újságcikket írt róla . Hivatalos tagja volt a Royal Court of Chief Pleas  Seigneur d'Anneville minőségében, mivel megszerezte a Fief d'Anneville  uradalmi jogait. A Royal Court of Chief Pleas  látogatását nagyon fontosnak tartják Guernseyben , mivel ez a sziget legrégebbi bírósága és első történelmi önkormányzati szerve. Feudális tagként tehát egy guernseyi ideiglenes úr  megfelelője lehet. Mivel bizonyos szempontból Anneville-t a sziget legrégebbi hűbérbirtokának tartják, birtokosát pedig "a papság után az első rangúnak" , nagyon érdekelte hűbérese és annak történelmi birtokai.1968-ban megvásárolta és helyreállította Anneville Manor-t, a Seigneurie (vagy hűbér) d'Anneville történelmi kastélyát, 1971-ben pedig az ugyanehhez tartozó Thomas d'Anneville-kápolnát . Ebből az időszakból származó írásai egy sor történelmi regényt tartalmaztak, amelyeknek a guernsey-i kitalált tengerésztiszt, Richard Delancey volt a hőse a napóleoni korszak alatt. A regényben Richard Delancey d'Anneville hűbérbirtokosa volt , Parkinson pedig szintén szeretett azzal dicsekedni , hogy ő d'Anneville hűbérbirtokosa , és végül áthelyezte magát az Anneville-i kastélyba (le manoir d'Anneville). Richard Delancey bizonyos értelemben Cyril Northcote Parkinson tükörképének tűnik.
1969-ben meghívást kapott, hogy tartson MacMillan-emlékelőadást a skóciai mérnökök és hajóépítők intézetében. „A mérnök státusza” tárgyat választotta.

## Parkinson és "törvénye"
Parkinson törvénye, amely betekintést nyújt a hatékony időgazdálkodás elsődleges akadályába, kimondja, hogy „Egy munka mindig annyira terjed ki, hogy kitöltse az elvégzésére felhasználható időt.”. Ez olyan helyzetet és megmagyarázhatatlan erőt fogalmaz meg, amelyet sokan természetesnek vettek és elfogadnak. "Ugyanúgy senkit sem zavart, és senkit sem érdekelt Newton előtt, hogy miért eshet le egy alma a földre, amikor olyan könnyen felrepülhetne, miután elhagyta a fát" – írta a Straits Times főszerkesztője, Allington Kennard.
Parkinson először 1955. november 19-én, az Economist humoros szatirikus cikkében publikálta törvényét, amely a közigazgatás és a közszolgálati bürokrácia hatékonyságát, valamint az ezekhez kapcsolódó, folyamatosan emelkedő létszámot és kapcsolódó költségeket bírálta. Ez a cikk megjegyezte, hogy "a politikusok és az adófizetők abból indultak ki (alkalmankénti kételyekkel), hogy a köztisztviselők számának növekedése az elvégzendő munka növekvő mennyiségét tükrözi." A törvény két résztörvényt, az alárendeltek, valamint a munka szaporodásának törvényét vizsgálta, és „tudományos bizonyítékot” szolgáltatott ezek érvényességére, beleértve matematikai képleteket is.
Két évvel később a törvényt felülvizsgálták, amikor 1957-ben megjelentek Parkinson új könyvei, a Parkinson's Law And Other Studies in Administration (Parkinson-jog és egyéb tanulmányok az adminisztrációról) és a Parkinson's Law: Or The Pursuit of Progress (Parkinson-törvény: avagy a haladás törekvése).
Szingapúrban, ahol akkoriban tanított, ezzel megkezdődött a beszélgetések sorozata, ahol személyesen, nyomtatott formában és az éterben szólt különféle közönséghez a „Parkinson-törvényről”. Például új könyvének megjelenésekor, valamint a debütáló előadása során készült interjúval a The Straits Times vezércikke foglalkozott. A Time, amely szintén írt a könyvről, megjegyezte, hogy a témája "a 20. századi betegség elragadóan nem professzionális diagnózisa – a vágtató orgmanizmus". Parkinson szerint a szervezeti felépítés "minden adminisztratív osztály azon tendenciája volt, hogy növeljék a beosztott személyzet számát, függetlenül az elvégzendő munka mennyiségétől (ha van ilyen), amint azt a Straits Times megjegyzi. A jelentések szerint Parkinson az aláírások olvashatatlanságát akarta felkutatni, és megpróbálta rögzíteni a sikeres vezetői karrier azon pontját, amikor a kézírás értelmetlenné válik, még maga a vezető számára is."
A Straits Times főszerkesztőjének, Allington Kennardnak 1958. április közepén megjelent vezércikke, „Kétszeres személyzet a munka feléért” címmel további szempontokat vagy résztörvényeket érintett, mint például a Parkinson-féle trivialitás törvényét, és más érdekes, ha veszélyes területeket is, mint például: "a nyugdíjkorhatár problémája, hogyan ne fizessünk szingapúri jövedelemadót milliomosként, a magas pénzügyek iránti érdeklődés eltűnő pontja, hogyan lehet megszabadulni a cég elnökétől" stb. A szerző támogatta a Parkinson-féle trivialitás törvényét – amely kimondja, hogy "a napirend bármely pontjára fordított idő fordítottan arányos a szóban forgó összeggel", egy helyi példával, ahol a szingapúri városi tanácsnak "hat órájába telt, hogy új embert válasszanak a gázművekbe, és két és egy fél perc a 100 millió dolláros költségvetés jóváhagyására." Lehetséges, hogy a könyv, bár humoros, megérintette az akkori adminisztrációt. Ahogy JD Scott két héttel később a Parkinson-könyvről írt recenziójában megjegyzi: „Természetesen a Parkinson-törvény, mint minden szatíra, komoly – nem lenne olyan komikus, ha nem így lenne –, és mivel komoly, legyen némi bosszúság, sőt döbbenet a mosolyok alatt."
Híressége nem maradt helyi. Parkinson Angliába utazott, és a P. & O. Canton fedélzetén érkezett oda 1958. június elején, amint azt a Reuters közölte, és június 9-én került a Straits Times címlapjára. Hall Romney 1958. június 14-én, szombaton Londonból a következőket írta: "Prof. C. N. Parkinson, a Malaya Egyetemről, akinek a Parkinson-törvény című könyve több mint 80 000 példányban kelt el, nagy nyilvánosságot kapott, mióta Angliába érkezett." Romney megjegyezte, hogy "televíziós interjút rendeztek, egy profilja megjelent egy nagy érdeklődésű vasárnapi újságban, a rovatvezetők majdnem annyi helyet adtak neki, mint Leslie Charterisnak, és kitüntetésben részesítette az Institute of Directors, amelynek fogadásán részt vett a londoni kereskedelmi élet számos jelentős embere." Aztán hirtelen a szatíra őszinte választ kapott, amikor a Reuters egy másik közleménye, amelyet a Straits Times újból kiadott a következő címen: Parkinson törvény „Egy PARLAMENTI bizottság, amelynek feladata annak biztosítása, hogy a brit kormányhivatalok ne pazarolják az adófizetők pénzét, tegnap azt mondta, hogy aggodalommal tölti el a hadügyminisztérium egyes részlegeinek létszámnövekedése. Admiralitás és Légiügyi Minisztérium..." 1959 márciusában további nyilvánosságot kapott, amikor a szingapúri királyi haditengerészet támadta azt a megjegyzést, amelyet Parkinson a közpénzek pazarlásáról szóló új könyvéről tett manchesteri beszéde során. Parkinson azt mondta, hogy „Nagy-Britannia körülbelül 500 millió dollárt költött egy haditengerészeti bázis felépítésére ott Szingapúrban, és az egyetlen flotta, amely ezt használta, az a japán.” A haditengerészet szóvivője ezután, megpróbálva ellensúlyozni ezt a kijelentést, azzal, hogy a Királyi Haditengerészet szingapúri bázisa csak 1939-ben készült el, és bár bebizonyosodott, hogy a japánok a második világháború alatt valóban használták, a háború után a Királyi Haditengerészet távol-keleti flottája széles körben használta. Az Oxfordi Egyetem japán tanulmányok emeritus professzora, Richard Storry az Oxford Mailben 1962. május 16-án megjegyezte: "Nagy-Britanniában még mindig haraggal és szégyennel szemlélik Szingapúr bukását."
1959. szeptember 10-én, csütörtökön 10 órakor a Radio Singapore hallgatói megtapasztalhatták a Nesta Pain által megzenésített Parkinson-törvény című könyvét. A sorozatos program 1960. február végéig folytatódott. Parkinson és a Parkinson-törvény az évtizedek során továbbra is bekerült a szingapúri újságokba.

## Malaya Egyetem
Parkinson 1950. április elején kezdett tanítani a szingapúri Malaya Egyetemen.

### Nyilvános előadások
A Raffles Történelem Professzorának első előadása egy nyilvános előadás volt az Oei Tiong Ham Hallban május 19-én. Parkinson, aki "A történész feladatáról" beszélt, azzal kezdte, hogy az új Raffles-történelem tanszéket találóan nevezték el, mert Sir Stamford Raffles volt az, aki 1823-ban megpróbálta megalapítani az egyetemet és maga Raffles is történész volt. Nagy közönség volt jelen, köztük Alexander Oppenheim professzor, az egyetem bölcsészkarának dékánja.
Parkinson a Malaya Történelmi Társaság serembani fiókja által szponzorált ónbányászatról beszélt a serembani V. György iskolában. Azt mondta, a múltban kínai munkásokat importáltak Kínából fejenként 32 dollárért, hogy a maláj ónmezőkön dolgozzanak. Elmondta, hogy a bányászat a brit védelem létrehozása után folyamatosan fejlődött és az 1870-es években a Negri Sembilanból származó ón Sungei Ujongból és Rembauból származott, és Malacca tőkével dolgozott. Megjegyezte, hogy a kínaiak az európaiakkal együtt dolgozva többre mentek primitív módszereikkel és nagy nyereségre tettek szert, amikor átvették az európaiak által elhagyott bányákat.
1955. március 10-én „Mit gondolok a gyarmatosításról” címmel beszélt a British Council Hallban, a Stamford Road-ban, Szingapúrban 18.30-kor. Előadásában amellett érvelt, hogy a nacionalizmus, amelyet általában jónak hittek, és a gyarmatosítás, amelyet ennek fordítottjaként tekintettek, nem feltétlenül ellentétes elképzelések, hanem ugyanaz a dolog, amelyet különböző szemszögekből látnak. Úgy gondolta, hogy a Nagy-Britanniától kapott ajándékok, amelyeket Malajziának és Szingapúrnak kellene a legjobban értékelni és megtartani, amikor önkormányzóvá váltak, ideértve a vitát, az irodalmat (nem a képregényeket), a fegyveres erők hagyományait (nem rendőrállamot), a művészeteket, a toleranciát és a humort (nem a puritánságot) és a közszellemet.

### Victor Purcell
Augusztus vége felé a Cambridge-i Egyetem távol-keleti történelem professzora, Dr. Victor Purcell, aki korábban Szingapúrban is volt megbízott kínai ügyek minisztere, beszédet mondott a Kuala Lumpur Rotary Clubban. A The Straits Times Purcellt idézve megjegyezte: „C. N. Parkinson professzort kinevezték a Malaya Egyetem Történelemtudományi Tanszékére és „biztosan számíthatunk arra, hogy az ő irányításával a Malajzia történetének tudományos kutatása olyan kreatív aspektust ölt majd, amelyet korábban nem birtokolt.”

### Johore Átigazolási Bizottság
Októberben Parkinsont kinevezte a Malaya Egyetem Szenátusa egy speciális szakértői bizottság élére, amely az egyetem Johore-ba való áthelyezésének technikai részleteiről egyeztet. Vele együtt volt R. E. Holttum professzor (növénytan), valamint megbízott C. G. Webb (fizika) és D. W. Fryer (földrajz) professzor.

### Könyvtár és Múzeum
Novemberben Parkinsont kinevezték a Raffles Könyvtár és Múzeum vezetői bizottságának tagjává, a lemondott G. G. Hough professzor helyére.
1952 márciusában Parkinson központi nyilvános könyvtár létrehozását javasolta Szingapúrban VI. György király emlékműveként, uralkodásának emlékére. A jelentések szerint ezt mondta: "Talán elment a nap a köztéri műemlékek számára, kivéve, ha hasznos formában. És ha ez így van, akkor lehet, hogy nem, néhány helyi jelentőségű vállalkozást a néhai király nevével tisztelnek meg? Egy tervet biztosan tud melegen jóváhagyták egy Központi Közkönyvtár felépítését” – vélekedett. Parkinson megjegyezte, hogy a Raffles Library egyre hasznosabbá válik, és rövid időn belül túlnő az épületen, amelyben akkoriban volt. Azt mondta, tekintettel arra az oktatási munkára, amely az angol, maláj és kínai nyelvű könyveket igénylő, írástudó népességet hoz létre, minden bizonnyal egy valóban nyilvános könyvtárra van szükség, amely légkondicionált, hogy megőrizze a könyveket, és olyan tervezésre, amely lehetővé teszi, hogy a könyveket könnyen elkészíthető legyen. hozzáférhető. Javasolta, hogy a nyilvános könyvtár felépítése, felszerelése és fenntartása az önkormányzat, ne pedig a kormány feladata legyen.
A Parkinson-féle vízió azonban csak 1960 novemberében valósult meg, amikor elkészült az új, ingyenes és mindenki számára elérhető könyvtár és megnyílt a nagyközönség számára.

### Rádió Malaya programok
1951 márciusában Parkinson írt egy történelmi alkotást, "The China Fleet" címmel a Malaya Rádió számára, és drámai formában valós beszámolót ad a Kelet-indiai Társaság évkönyveiben szereplő eseményről, amely ilyen hatással volt. Malajzián és Délkelet-Ázsia más részein a tizenkilencedik század elején.
1952. január 28-án 21.40-kor. Szingapúr megalapításáról beszélt.

### Különleges Rendőrség
1951. április közepén Parkinson különleges rendőrtiszti esküt tett ASP Watson, az Oei Tion Ham Hall Szingapúri Különleges Rendőrség munkatársa, a személyzet többi tagjával és a Parkinson-kór felügyelete alá tartozó diákokkal együtt. A különleges rendőrséget, az Egyetemi Részvénytársaságot, miután tájékoztatták feladataikról és letartóztatási jogkörükrõl, botot adtak ki, és az egyetem védelmével bízták meg baj esetén. A közgazdaságtan oktatóját, P. Sherwoodot Parkinson-kór asszisztensévé nevezték ki. Ezeket az intézkedéseket annak biztosítására hozták, hogy a zavargókat feloszlatják és kilökdösik, ha behatoltak az egyetem területére. Parkinson aláírt egy közleményt, amelyben megjegyezte, hogy a decemberi rendbontásban részt vevő lázadók egy része a Bukit Timah-i egyetem épületeihez közeli területről érkezett.
Ezeket az óvintézkedéseket a Maria Hertogh április 16-án, hétfőn benyújtott fellebbezése előtt tették meg. Az ügyet számos alkalommal elhalasztották, majd július végén végül tárgyalták.

### Angol-amerikai történészek konferenciája
Parkinson 1951. június 18-án, hétfőn indult Szingapúrból Londonba, ahol a Malaya Egyetemet képviselte az ötödik angol-amerikai történészkonferencián, július 9. és 14. között. Októberben, az új tanév kezdetén kellett visszatérnie.

### Lemondás
1958 októberében, amikor még Amerikában nyaralt – feleségével és két kisgyermekével együtt, 1958 májusában Amerikába indult tanulni és utazni és 1959 áprilisában kellett volna visszatérnie dolgozni. Parkinson egy New Yorkból küldött levélben lemondott a Malaya Egyetemen elfoglalt pozíciójáról.
Nem Parkinson volt az egyetlen, aki szabadsága alatt lemondott. E. H. G. Dobby, a Földrajz Tanszék professzora szintén beadta felmondását, miközben szabadságon volt. Az egyetemi tanács tanácskozás után úgy döntött, még az egyetem új alapszabályának január 15-i hatályba lépése előtt, hogy nem indítanak jogi lépéseket Dobbyval szemben – a tanács többsége úgy érezte, hogy Dobbyval szemben nincs per, mivel lemondására az új alapszabály előtt került sor. Parkinson esetében azonban a tanács megállapította, hogy a felmondást a rendelet hatálybalépése után nyújtották be és úgy döntöttek, hogy írnak neki, kérve, hogy egy bizonyos időpont előtt jelentkezzen vissza a munkahelyére, ennek hiányában a tanács megteheti, amit megfelelőnek tart.
1959 júliusában K. G. Tregonninget, a Történelem Tanszék megbízott vezetőjét, 1952 óta a Malaya Egyetem történelem oktatóját nevezték ki a Parkinson lemondásával megüresedett Raffles Történelem Tanszékre. A sajtóban semmi sem jelent meg arról, hogy a Parkinson és az egyetem közötti ügy megoldódott-e vagy sem.

## Későbbi élete és halála

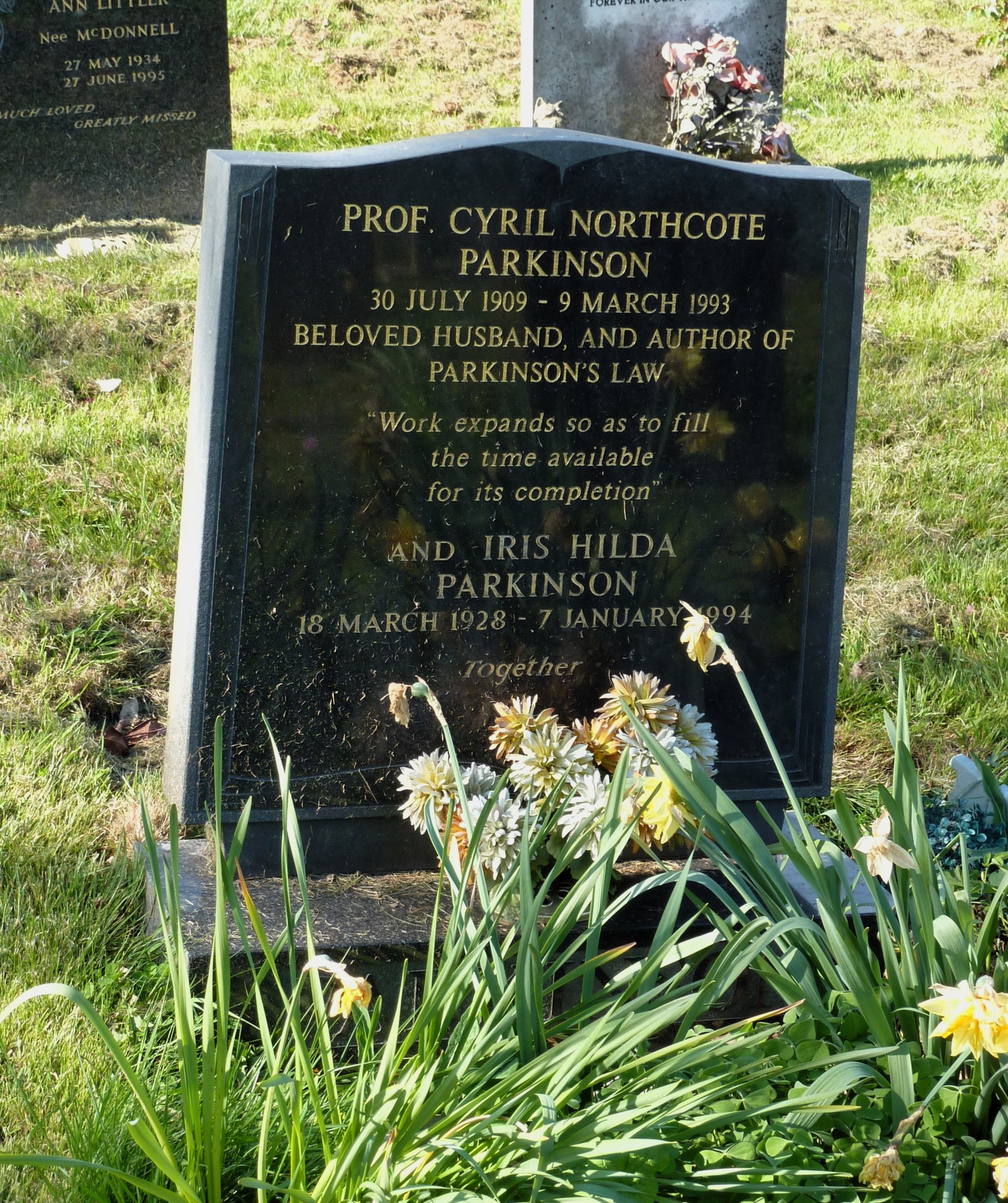
Parkinson sírja a Canterbury városi temetőben

Második felesége 1984-ben bekövetkezett halála után Parkinson 1985-ben feleségül vette Iris Hilda Waterst (megh. 1994), és Man-szigetre költözött. Két év elteltével a kenti Canterburybe költöztek, ahol 1993 márciusában, 83 évesen halt meg. Canterburyben temették el, és sírfelirataként a róla elnevezett törvényt idézik.

## Munkái
Richard Delancey series of naval novels
- The Devil to Pay (1973)(2)
- The Fireship (1975)(3)
- Touch and Go (1977)(4)
- Dead Reckoning (1978)(6)
- So Near, So Far (1981)(5)
- The Guernseyman (1982)(1)

Other nautical fiction
- Manhunt (1990)

Other fiction
- Ponies Plot (1965)

Kitalált szereplők életrajza
- The Life and Times of Horatio Hornblower (1970)
- Jeeves: A Gentleman's Personal Gentleman (1979)

A haditengerészet története
- Edward Pellew, Viscount Exmouth (1934)
- The Trade Winds, Trade in the French Wars 1793–1815 (1948)
- Samuel Walters, Lieut. RN (1949)
- War in the Eastern Seas, 1793–1815 (1954)
- Trade in the Eastern Seas (1955)
- British Intervention in Malaya, 1867–1877 (1960)
- Britannia Rules (1977)
- Portsmouth Point, The Navy in Fiction, 1793–1815 (1948)

Egyéb non-fiction
- The Rise of the Port of Liverpool (1952)
- Parkinson's law (1957)
- The Evolution of Political Thought (1958)
- The Law and the Profits (1960)
- In-Laws and Outlaws (1962)
- East and West (1963)
- Parkinsanities (1965)
- Left Luggage (1967)
- Mrs. Parkinson's Law: and Other Studies in Domestic Science (1968)
- The Law of Delay (1970)
- The fur-lined mousetrap (1972)
- The Defenders, Script for a "Son et Lumière" in Guernsey (1975)
- Gunpowder, Treason and Plot (1978)
- The Law, or Still in Pursuit (1979)

Hangfelvételek
- Discusses Political Science with Julian H. Franklin (10 LPs) (1959)
- Explains "Parkinson's Law" (1960)

### Magyarul
- Parkinson törvénye vagy Az érvényesülés iskolája. Szatíra; ford. Szász Imre, ill. Osbert Lancaster; Közgazdasági és Jogi, Budapest, 1964
- Parkinson újabb törvényei (In-laws and outlaws) –  Közgazdasági és Jogi, Budapest, 1965 · fordította: Szász Imre, Félix Pál · illusztrálta: Osbert Lancaster(wd)[38]
- Póni-parádé; ford. Réz Ádám, ill. Szántó Piroska; Móra, Budapest, 1968
- Parkinsonné törvénye (Mrs. Parkinson's Law: and Other Studies in Domestic Science) – Közgazdasági és Jogi, Budapest, 1970 · fordította: Szász Imre · illusztrálta: Robert Osborn(wd)[39]
- Parkinson törvénye (Parkinson's law) – Minerva, Budapest, 1985 · ISBN 9632233360 · fordította: Szász Imre
- C. Northcote Parkinson–M. K. Rustomji: Munkahelyi sikerkalauz. Hogyan boldoguljunk...?; ford. Pazonyi Judit, ill. Roma Chakravarty; Ikva, Budapest, 1994
- Kelet és Nyugat (East and West) – Terebess, Budapest, 2000 · ISBN 9639147346 · fordította: Kada Júlia
- Póni-parádé (Ponies Plot) – Móra, Budapest, 2000 · ISBN 9633464013 · fordította: Réz Ádám · illusztrálta: Szántó Piroska

## Külső hivatkozások
- C. Northcote Parkinson a Fantastic Fiction honlapon
- C. Northcote Parkinson bibliográfiája

## Fordítás
- Ez a szócikk részben vagy egészben  a   C. Northcote Parkinson című angol Wikipédia-szócikk fordításán alapul.  Az eredeti cikk szerkesztőit annak laptörténete sorolja fel. Ez a jelzés csupán a megfogalmazás eredetét és a szerzői jogokat jelzi, nem szolgál a cikkben szereplő információk forrásmegjelöléseként.